# Prawo wodne
Prawo wodne – dział prawa administracyjnego regulujący gospodarowanie wodą. Jednym z pierwszych pisanych praw dotyczących zagadnień związanych z wodą był Kodeks Hammurabiego.
W prawie międzynarodowym przepisy dotyczące gospodarowania wodą reguluje rezolucja 64/292 Zgromadzenia Ogólnego ONZ zatytułowana jako Prawo człowieka do wody i urządzeń sanitarnych (HRWS). W Unii Europejskiej podstawowym aktem prawa wodnego jest ramowa dyrektywa wodna.